# Joan Sutherland

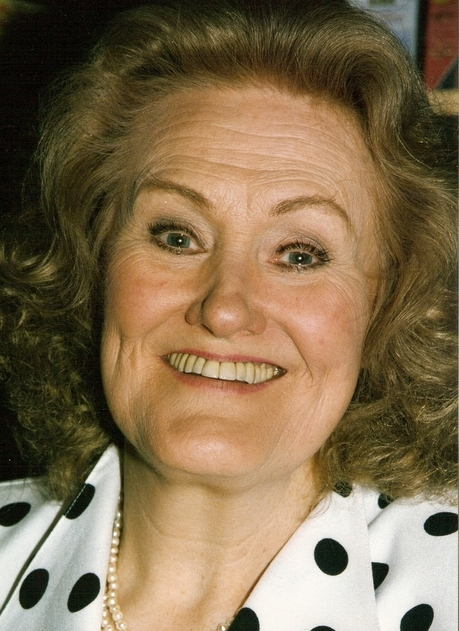
Joan Sutherland, 1990

Dame Joan Alston Sutherland DBE, AC, OM (* 7. November 1926 in Sydney, New South Wales; † 10. Oktober 2010 in Montreux-Les Avants, Schweiz) war eine australische Opernsängerin (Sopran).

## Leben

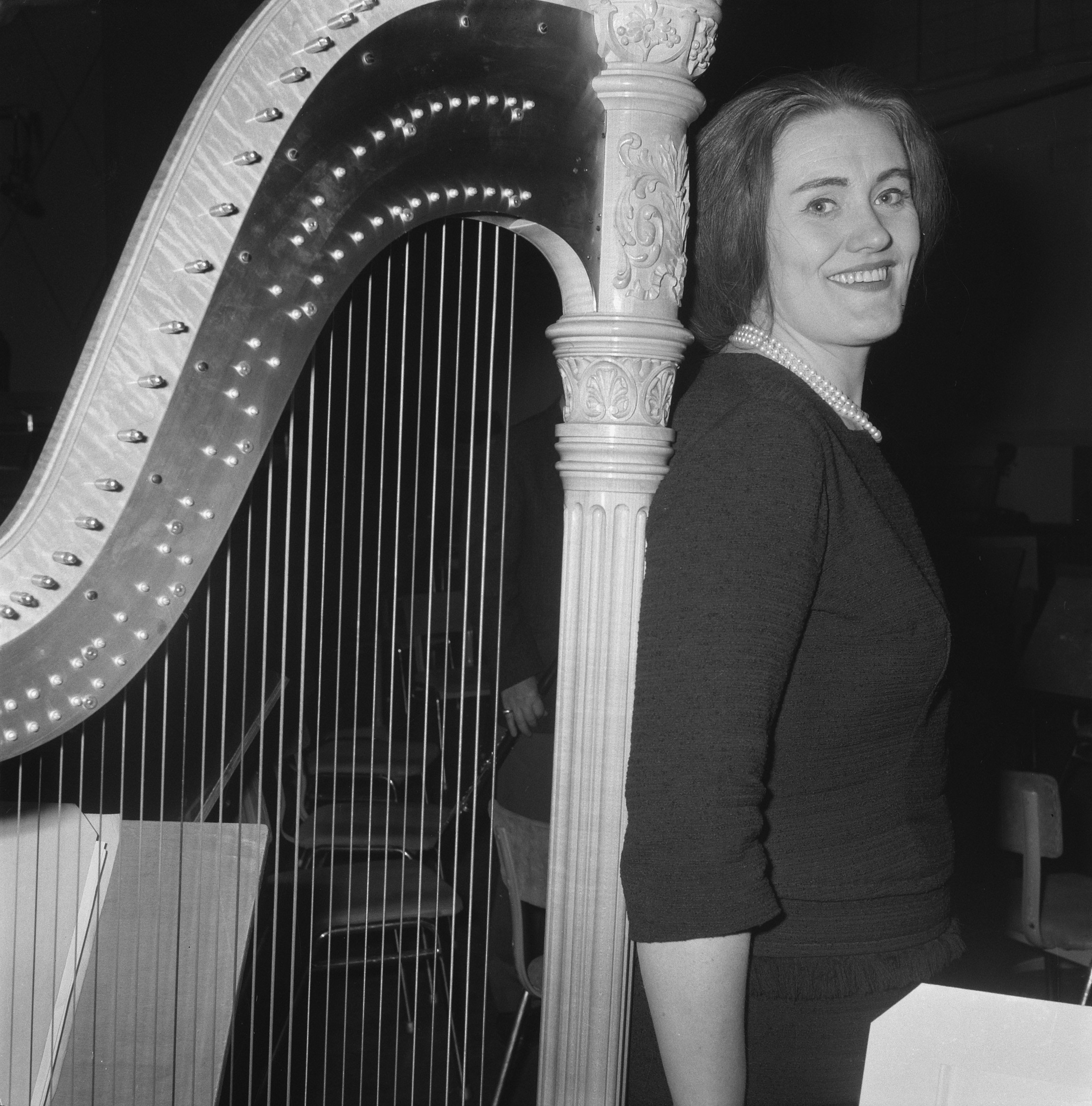
Joan Sutherland, 1962

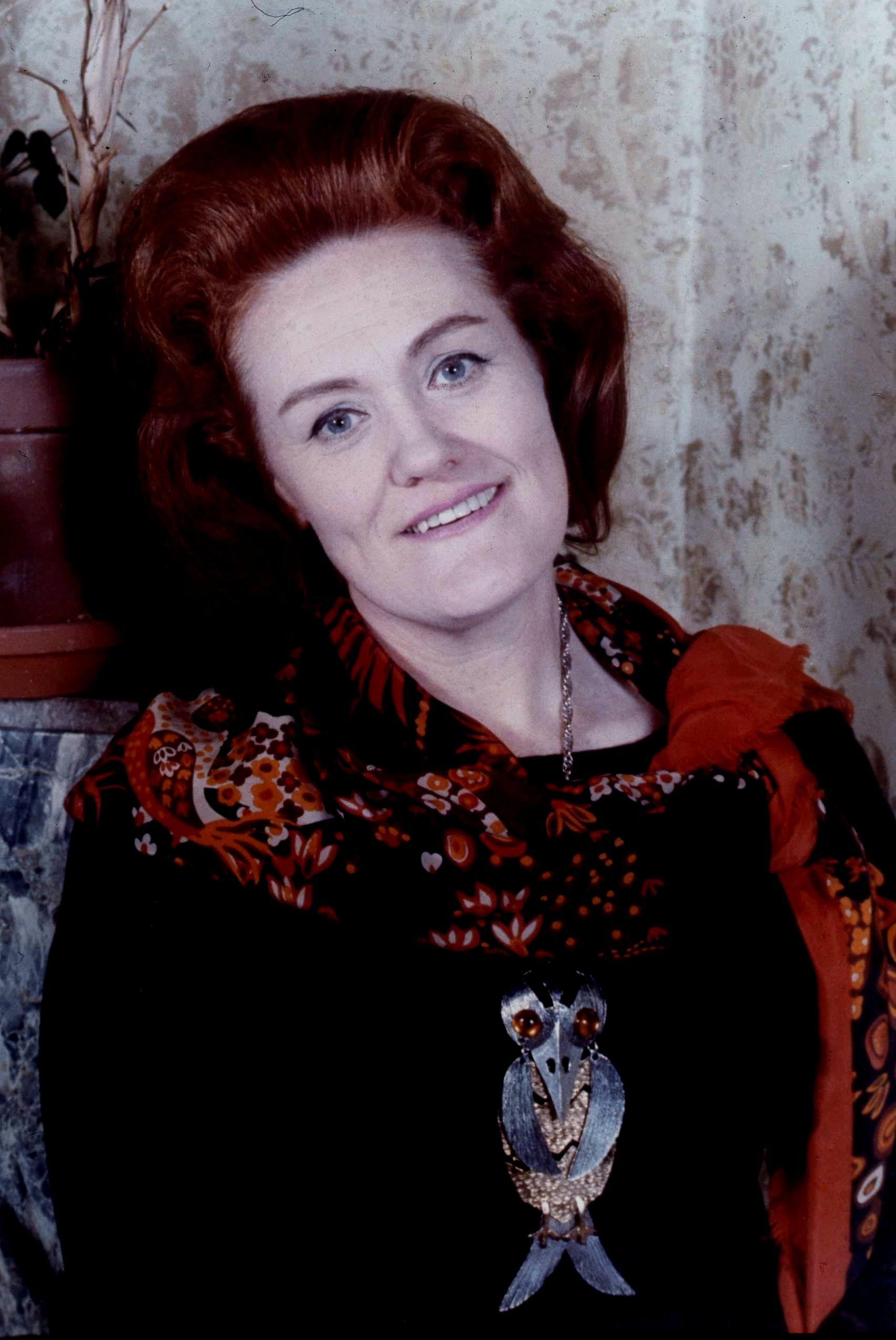
Joan Sutherland, 1975

Sutherland wurde 1926 in Sydney als Tochter schottischer Einwanderer geboren. Ihre erste Gesangslehrerin war ihre Mutter, eine Mezzosopranistin. Mit 19 Jahren begann sie ihr Studium am Konservatorium in Sydney bei John und Aida Dickens. Ihr Konzertdebüt erfolgte 1947 in Sydney als Dido in Purcells Dido und Aeneas.
1951 ging sie nach London, um ihre Ausbildung am Royal College of Music bei Clive Carey weiterzuführen. Ein Jahr später debütierte sie als 1. Dame in Mozarts Zauberflöte am Royal Opera House in Covent Garden, wo ihre Begabung als Koloratursopran entdeckt wurde. Dort sang sie 1952 die Hohepriesterin in Giuseppe Verdis Aida sowie die kleine Rolle der Clotilde in Bellinis Norma an der Seite der gefeierten Maria Callas in der Titelrolle. Im selben Jahr sang sie dort auch ihre erste Hauptrolle: Amelia in Un ballo in maschera von Giuseppe Verdi. Bis zu ihrem triumphalen Erfolg als Lucia di Lammermoor 1959 blieb sie Ensemblemitglied am Royal Opera House.
In den Folgejahren sang sie an den großen Opernhäusern: 1959 an der Wiener Staatsoper, 1960 an der Mailänder Scala, 1961 an der New Yorker Metropolitan Opera, wo sie die Titelpartie in Gaetano Donizettis Lucia di Lammermoor unter dem Dirigat des gleichfalls debütierenden Silvio Varviso sang. Von ihren Fans erhielt sie den Beinamen La Stupenda (Die Wunderbare). Nach einigen Jahren Abwesenheit von der Metropolitan Opera feierte sie dort 1982 ein umjubeltes Comeback in ihrer Glanzrolle der Lucia di Lammermoor.
Joan Sutherland wurde 1961 Commander of the British Empire, 1978 dann Dame Commander und 1991 von Königin Elisabeth II. persönlich mit dem Order of Merit ausgezeichnet.

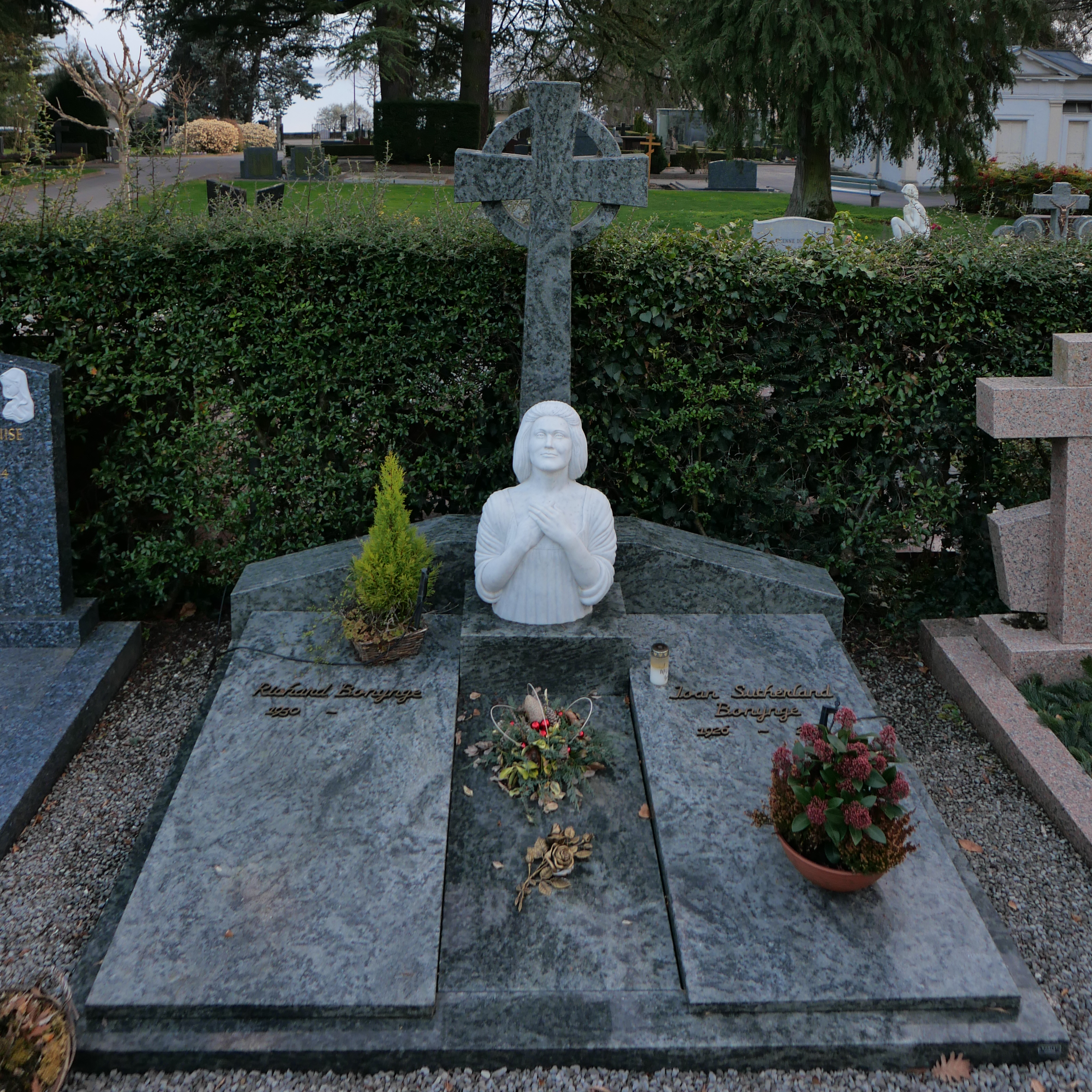
Das Grab im Jahr 2024

Ihren Abschied vom Royal Opera House in London gab sie 1990 in Die Fledermaus an der Seite von Luciano Pavarotti und Marilyn Horne.
Seit 1954 war sie mit dem australischen Dirigenten Richard Bonynge (geb. 1930) verheiratet, unter dessen musikalischer Leitung sie häufig auftrat und mit dem sie viele Belcanto-Opern einspielte. Mit ihm hatte sie den gemeinsamen Sohn Adam.
1988 war sie unter den ersten Künstlern, die in die neu gegründete ARIA Hall of Fame aufgenommen wurden. Ihr zu Ehren erhielt der für Opernaufführungen genutzte Saal des Sydney Opera House 2012 den Namen „Joan Sutherland Theatre“.
Sutherland wurde auf dem Friedhof von Clarens VD bestattet. Neben ihrem Grab befindet sich die zukünftige letzte Ruhestätte ihres Witwers.